# Törökország a 2022. évi téli olimpiai játékokon
Törökország a kínai Pekingben megrendezett 2022. évi téli olimpiai játékok egyik részt vevő nemzete volt. Az országot az olimpián 4 sportágban 7 sportoló képviselte, akik érmet nem szereztek.

## Alpesisí
Férfi
| Versenyző   | Versenyszám      | 1. futam      | 1. futam      | 2. futam | 2. futam | Összesítés | Összesítés |
| Versenyző   | Versenyszám      | Idő           | Hely.         | Idő      | Hely.    | Idő        | Helyezés   |
| ----------- | ---------------- | ------------- | ------------- | -------- | -------- | ---------- | ---------- |
| Berkin Usta | Óriás-műlesiklás | 1:17,91       | 45.           | 1:24,81  | 43.      | 2:42,72    | 43.        |
| Berkin Usta | Műlesiklás       | nem ért célba | nem ért célba | kiesett  | kiesett  | kiesett    | kiesett    |

Női
| Versenyző         | Versenyszám      | 1. futam | 1. futam | 2. futam | 2. futam | Összesítés | Összesítés |
| Versenyző         | Versenyszám      | Idő      | Hely.    | Idő      | Hely.    | Idő        | Helyezés   |
| ----------------- | ---------------- | -------- | -------- | -------- | -------- | ---------- | ---------- |
| Özlem Çarıkçıoğlu | Műlesiklás       | 1:09,45  | 56.      | 1:09,47  | 49.      | 2:18,92    | 49.        |
| Özlem Çarıkçıoğlu | Óriás-műlesiklás | 1:15,98  | 59.      | 1:14,75  | 47.      | 2:30,73    | 48.        |

## Rövidpályás gyorskorcsolya
Férfi
| Versenyző   | Versenyszám | Előfutam | Előfutam | Negyeddöntő | Negyeddöntő | Elődöntő | Elődöntő | B döntő  | B döntő | Döntő | Döntő | Helyezés |
| Versenyző   | Versenyszám | Idő      | Hely.    | Idő         | Hely.       | Idő      | Hely.    | Idő      | Hely.   | Idő   | Hely. | Helyezés |
| ----------- | ----------- | -------- | -------- | ----------- | ----------- | -------- | -------- | -------- | ------- | ----- | ----- | -------- |
| Furkan Akar | 1000 m      | 1:25,462 | 2.       | 1:25,490    | 1.          | 1:27,102 | 3.       | 1:36,052 | 2.      |       |       | 6.       |

## Sífutás
Távolsági
Férfi
| Versenyző        | Versenyszám | Idő           | Helyezés      |
| ---------------- | ----------- | ------------- | ------------- |
| Yusuf Emre Fırat | 15 km       | nem ért célba | nem ért célba |

Női
| Versenyző          | Versenyszám | Idő     | Helyezés |
| ------------------ | ----------- | ------- | -------- |
| Ayşenur Duman      | 10 km       | 37:36,7 | 87.      |
| Özlem Ceren Dursun | 10 km       | 39:17,6 | 92.      |

Sprint
| Versenyző                        | Versenyszám         | Selejtező | Selejtező | Negyeddöntő | Negyeddöntő | Elődöntő   | Elődöntő | Döntő   | Helyezés |
| Versenyző                        | Versenyszám         | Idő       | Hely.     | Idő         | Hely.       | Idő        | Hely.    | Idő     | Helyezés |
| -------------------------------- | ------------------- | --------- | --------- | ----------- | ----------- | ---------- | -------- | ------- | -------- |
| Yusuf Emre Fırat                 | Férfi egyéni sprint | 3:15,96   | 80.       | kiesett     | kiesett     | kiesett    | kiesett  | kiesett | 80.      |
| Ayşenur Duman                    | Női egyéni sprint   | 4:08,47   | 85.       | kiesett     | kiesett     | kiesett    | kiesett  | kiesett | 85.      |
| Ayşenur Duman Özlem Ceren Dursun | Női csapatsprint    |           |           |             |             | lekörözték | 12.      | kiesett | =23.     |

## Síugrás
Férfi
| Versenyző           | Versenyszám | Selejtező | Selejtező | Selejtező | 1. ugrás | 1. ugrás | 1. ugrás | 2. ugrás | 2. ugrás | 2. ugrás | Összesítés | Összesítés |
| Versenyző           | Versenyszám | Táv       | Pont      | Hely.     | Táv      | Pont     | Hely.    | Táv      | Pont     | Hely.    | Pont       | Helyezés   |
| ------------------- | ----------- | --------- | --------- | --------- | -------- | -------- | -------- | -------- | -------- | -------- | ---------- | ---------- |
| Fatih Arda İpcioğlu | Normálsánc  | 74,5      | 52,8      | 46.       | 99,0     | 115,0    | 36.      | kiesett  | kiesett  | kiesett  | kiesett    | kiesett    |
| Fatih Arda İpcioğlu | Nagysánc    | 116,0     | 94,6      | 40.       | 124,0    | 109,5    | 40.      | kiesett  | kiesett  | kiesett  | kiesett    | kiesett    |